# Khalid Khannouchi
Khalid Khannouchi (né le 22 décembre 1971 à Meknès, au Maroc) est un athlète marocain puis américain spécialiste du marathon.

## Biographie
Né au Maroc, il émigre à New York en 1992. Après s'être marié à Sandra Inoa, une américaine, qui assume désormais auprès de lui le rôle d'agent et d'entraîneur, il obtient la citoyenneté américaine en 2000.
Entre-temps, il est devenu l'un des meilleurs marathoniens du monde, triomphant à Chicago en 1997, puis terminant 2e de ce même marathon lors de l'édition suivante. Mais c'est surtout l'année suivante qu'il est reconnu comme le plus grand marathonien de l'époque: il bat la meilleure performance mondiale sur marathon à Chicago, devenant du même coup le premier homme à passer sous la barre des 2 h 06.
Après sa naturalisation en 2000, il obtient une 3e victoire à Chicago, établissant du même coup un nouveau record américain de la spécialité.
En avril 2002, il établit un nouveau record du monde de la spécialité en s'imposant au marathon de Londres en 2 h 05 min 38 devant le Kényan Paul Tergat et l'Éthiopien Haile Gebrselassie qui dispute son premier marathon. Ce record sera ensuite battu par Paul Tergat en 2003. Plus tard dans la saison, il inscrit pour la quatrième fois son nom au palmarès du marathon de Chicago.
Le 28 mars 2012, à la suite de problèmes répétitifs au niveau de ses pieds, il annonce mettre un terme à sa carrière sportive.

## Palmarès
- Marathon de Chicago (4) : 1997, 1999, 2000, 2002
- Marathon de Londres (1) : 2002
- 2e du Marathon de Chicago : 1998
- 3e du Marathon de Londres : 2000
- Meilleure performance mondiale sur marathon avec 2 h 05 min 42 s au marathon de Chicago (1999).
- Meilleure performance mondiale sur marathon avec 2 h 05 min 38 s au marathon de Londres (2002).